# 高橋万里恵
高橋 万里恵（たかはし まりえ、1983年10月4日 - ）は、東京都世田谷区出身のフリーアナウンサー。セント・フォース所属。

## 略歴
成蹊小学校、成蹊中学校・高等学校、成蹊大学文学部現代社会学科卒業。
大学在学中に『BSフジNEWS』（BSフジ）に女子大生キャスターとして出演した経験があるほか、大学卒業後はMyRepo.TVでアナウンサー、さらには2009年4月から1年半の間はTBSニュースバードでキャスターをそれぞれ務める。
ニュースバード出演時はキャスト・プラス（旧社名：クリエイティブ・メディア・エージェンシー）に所属していた。2011年4月より、キャスト・プラスに加えてセント・フォースにも所属。2013年3月になってキャスト・プラスとの契約を解消、公式HPからプロフィールが削除された。これまでの経緯からセント・フォース側のHPからも一時プロフィールが削除され、同年4月から掲載を再開。完全移籍となった。

## 出演番組

### 現在
- Hand in Hand（TOKYO FM・JFN系）MC（2019年10月 - ）[2]
- 里山ZERO BASE コラボレーションラジオ 『Sato Note』(InterFM) DJ (2023年4月 - )

### 過去
- BSフジNEWS（BSフジ、2005年）第8期女子大生キャスター
- TBSニュースバード（2009年4月 - 2010年9月）
  - あさいちバード木曜担当（2009年4月 - 9月）、土曜担当（2009年12月 - 2010年9月）
- 南関東地方競馬チャンネル（スカパー!・TOKYO MX・チバテレ） 司会（2011年4月 - 2012年3月）
- 中西哲生のクロノス（月 - 木曜日）、速水健朗のクロノス・フライデー（金曜日）（TOKYO FMほかJFN各局） MC（2011年10月 - 2018年3月）
- いのちの森 -Voice of Forest-（TOKYO FM・JFN系、2012年10月 - 2022年9月）
- おとなの自動車保険 presents 光のメロディー（TOKYO FM、2017年4月 - 6月） - 番組内インフォマーシャル「おとなナビ」出演
- おとなの自動車保険 presents YUKI HELLO! NEW WORLD（TOKYO FM、2017年7月 - 2019年3月） - 番組内インフォマーシャル「おとなナビ」出演
- News Sapiens（TOKYO FM、2021年4月 - 2022年3月 ）- 月曜、火曜担当[3]